# Maria Woesthoven
Maria Petronella Woesthoven, later Maria Elter-Woesthoven (Dantumawoude, 25 oktober 1760 – Amsterdam 26 januari 1830) was een Nederlands dichter.

## Jeugd
Maria Woesthoven werd geboren in Dantumawoude als dochter van Johannes Woesthoven (1722-1794), kornet in het Staatse leger, en Wiepke Jacobs († 1766). Ze groeide op als middelste van drie kinderen. In 1764 vertrok het gezin naar het westen van de Republiek. Drie jaar later stierf Maria's moeder. Vanwege vaders militaire loopbaan woonde het gezin achtereenvolgens in Den Haag, Oostzanen en Wageningen.

## Opleiding
Maria’s vader hertrouwde in 1767 met de Haagse Hendrika Bloemendaal. Deze stiefmoeder zorgde ervoor dat Maria en Catharina huisonderwijs kregen in Engels, Frans en Duits maar ook in geschiedenis en letterkunde. Maria kreeg in Amsterdam wiskundeles van Gerrit Brender à Brandis, oprichter van het Amsteldamse Dicht- en Letteroefenend Genootschap. Les in sterrenkunde kreeg ze van de Utrechtse hoogleraar wiskunde, Jan Frederik van Beeck Calkoen.

## Letterkunde
In Amsterdam werd ze in 1786 samen met haar man lid van het Amsteldamse Dicht- en Letteroefenend Genootschap. Lidmaatschap van een vrouw was in die tijd bijzonder. Aan haar eerste bijwoning van een vergadering wijdde ze het gedicht Zangerin. Ze zou later zelfs lid worden van de beoordelingscommissie. In haar gedicht De lof der vaderlandsche zeevaart (1787) schreef ze over ze idealen als vrijheid, rijkdom, religie, heldenmoed en beschaving. Het ‘Amsteldamse’ dichtgenootschap bekroonde het gedicht met goud. Nog tweemaal zou een van haar gedichten bekroond worden, De mens geschikt voor de eeuwigheid (1788) en De invloed van een vast geloof aan de voorzienigheid (1789).
In 1815 gaf zij een lierzang uit met de titel Nederland en Frankrijk in Maart 1815. In 1816 bezong zij het huwelijk van den kroonprins. Haar gedicht Ter gedachtenis van P. Nieuwland werd door Clavareau in het Frans vertaald. In 1817 schreef ze een artikel over het heldhaftige leven van gravin Ross. Deze gescheiden gravin leefde net als zij alleen met haar zoon.

## Huwelijk
Maria Woesthoven trouwde in 1785 met de Amsterdamse notaris Samuel Elter. Haar zusje Carolina trouwde drie maanden daarna met Willem Bilderdijk. Maria zou vanaf 1795 hun dochter Louise Sibilla opvoeden.
In mei 1797 kregen ze een zoon, Frederik Joannes Bruinvis. Bij de scheiding in 1803 met werd Maria veroordeeld als schuldige partij nadat Samuel haar betichtte van overspel, waaronder Jan van Heekeren. Maria kreeg echter wel de voogdij, wat in die tijd ongebruikelijk was voor dergelijke gevallen. Haar zoon, die als simpel werd omschreven, zou in Epe op 7 februari 1871 overlijden. Samuel Elter hertrouwde met Johanna Margaretha Calkoen. Maria, die nooit hertrouwde, stierf 69 jaar oud in Amsterdam. In 2005 werd zij genomineerd als een van de ‘grootste Dantumadelers’.

## Werken
Enkele van haar godsdienstige gezangen werden opgenomen in kerkelijke bundels. Ook schreef zij gedichten voor de Almanak van Vernuft en Smaak, de Almanak voor Vrouwen door Vrouwen en de Almanak voor Jonge Heeren en Juffrouwen.
- Maria Petronella Woesthoven, ‘De verlossing van ons vaderland. Krachtdadig door eene edele Hollandsche vrouw buiten ’slands bevorderd’, De Recensent ook der Recensenten dl. 7, 2e stuk (1814) 273-278.
- Gedichten van mevrouw Maria Petronella Elter, geboren Woesthoven, J.M. Pfeil (Utrecht 1859).
- Nederland en Frankrijk in Maart 1815. Lierzang 2de druk. Amst.
- Het huwelijk van Z.K.H. Willem Frederik George Lodewijk, prins van Oranje, kroonprins der Nederlanden en Z.K.H. Anna Paulowna, grootvorst van Rusland. Amsterdam 1818.
- De mensch geschikt voor de eeuwigheid, in 1788 door Kunstliefde spaart geen vlijt met zilver bekroond.